# Дијана заморац
Дијана заморац или дијанин заморац (лат. Cercopithecus diana) је врста примата (Primates) из породице мајмуна Старог света (Cercopithecidae). 

## Распрострањење
Ареал врсте покрива средњи број држава. 
Врста је присутна у Буркини Фасо, Обали Слоноваче, Гани, Гвинеји, Либерији, Сијера Леонеу и Тогу (присуство у Тогу је непотврђено).

## Станиште
Станишта врсте су шумски и речни екосистеми тропске Африке. 

## Подврсте
Дијана заморац је према старијим систематикама имала две подврсте, које су данас признате као посебне врсте:
- Cercopithecus diana diana
- Cercopithecus diana roloway

## Угроженост
Ова врста се сматра рањивом у погледу угрожености врсте од изумирања.